# Никола Јанковић
Никола Кока Јанковић (Крагујевац, 13. децембар 1926 — Београд, 25. април 2017) био је српски вајар, универзитетски професор и академик.

## Биографија
После завршене основне школе и гимназије у Крагујевцу долази у Београд 1946. године и полаже испит на Академији ликовних уметности. Уписује се код проф. Лојзе Долинара, код кога студира прве три године. Од 1950. прелази у класу редовног професора Сретена Стојановића код кога завршава студије. Године 1952. завршио је Специјални течај (постдипломске студије) код истог 
професора. Постављен је 1955. у звању наставника средње школе за предмет Обрада
гипса на Академији ликовних уметности у Београду, затим је 1958. изабран је за асистента за предмет Вајање (специјалност обрада гипса). Због изразите цртачке вештине по потреби је предавао и предмет Цртање (Вечерњи акт). Године 1959. изабран за доцента за предмет Вајање и Цртање, најзад, 1970. је изабран за ванредног професора за предмет Вајање и Цртање а 1978. и за редовног професора Факултета ликовних уметности на коме ради до пензионисања 1991.
Један је од десет уметника који су излагали на првом Октобарском салону 1960 године.
Као студент први пут јавно излагао 1947. године на V изложби Удружења ликовних уметника Србије у Београду од када је учествовао на бројним колективним изложбама у земљи и иностранству.
Године 1951. постао је члан УЛУС-а. Оснивач је и члан групе „Самостални“ са којом излаже до 1954. године. Учествовао у оснивању „Београдске групе“ 1959. Године 1961. примљен у Друштво српских уметника „Лада“, а 1986. је изабран за њеног председника.
Учествовао је 1957. на изложби савремене српске скулптуре, Галерија УЛУС-а, Београд.
У Крагујевцу је подигнута галерија - легат Николе Коке Јанковића.
Умро је 2017. године у Београду и сахрањен је у Алеји заслужних грађана на Новом гробљу у Београду.

## Самосталне изложбе
- 1971. Галерија „Муселимов конак“, Ваљево
- 1975. Коларчев народни универзитет, Београд, Народни музеј, Крагујевац
- 1981. Ликовна галерија, Уб
- 1986. Галерија Милан, Берлин
- 1988. Галерија ликовне уметности, Поклон збирка Рајка Мамузића, Нови Сад, Галерија савремене ликовне уметности, Изложбени павиљон у Тврђави, Ниш, Уметничка галерија, Крушевац, Павиљон „Цвијета Зузорић“, Београд
- 1997. Галерија Центра за културу, Деспотовац, Клајнзасен (Немачка)
- 2002. Замак културе, Врњачка Бања
- 2003. Галерија Македонске академије наука и уметности, (ретроспективна изложба), Скопље, Галерија Хаос, Београд
- 2007. Народни музеј, (ретроспективна изложба), Крагујевац
- 2010. Галерија САНУ, (ретроспективна изложба), Београд

## Споменици
- 1963. Споменик Борису Кидричу, Београд (1997. премештен у Парк скулптура Музеја савремене уметности у Београду)
- 1970. Спомен обележје пред фабриком аутомобила „Црвена застава“, Крагујевац
- 1971. Рељеф на Споменику Космајском партизанском одреду аутора Војина Стојића
- 1975. Споменик Алекси Шантићу, Мостар (срушен за време последњег рата, поново подигнут 2002.)
- 1975. Рељеф на вратима Музеја 21. октобра у Шумарицама, Крагујевац
- 1979. Споменик Николи Тесли испред „Електроистока“, Крушевац
- 1983. Фигура Кнеза Милоша Обреновића у сали Прве крагујевачке гимназије, Крагујевац
- 1983 Споменик обешенима на Теразијама, Београд
- 1985. Споменик Јоакиму Вујићу испред Књажевско-српског театра, Крагујевац
- 1990. Споменик Доситеју Обрадовићу за Универзитет, Нови Сад и Приштина (уништен 1999.)
- 1991. Споменик Војводи Радомиру Путнику, Крагујевац
- 2011. Споменик Атанасију Николићу, Крагујевац
- 2011. Спомен-биста Лази Костићу у Београду
- 2016. Споменик Николи Тесли, Београд

- Споменик Борису Кидричу, 1963, Парк скулптура Музеја савремене уметности у Београду
- Споменик Доситеју Обрадовићу, Студентски град, Нови Сад
- Споменик Атанасију Николићу у кругу кампуса Универзитета у Крагујевцу, испред Ректората

## Награде
- 1962. Прва награда за бисту Лазе Костића, Сомбор, Награда „Златно длето“ УЛУС-а, Београд
- 1963. Прва награда на југословенском конкурсу по позиву за споменик Борису Кидричу, Београд
- 1966. Награда за вајарство Уметничке колоније „Ечка“
- 1968. Трећа награда на југословенском конкурсу за споменик Моши Пијади, Београд
- 1973. Прва награда на затвореном југословенском конкурсу за бисту Милентија Поповића за зграду Савезне народне скупштине, Београд
- 1981. Прва награда за бисту Драгојла Дудића
- 1982. Награда УЛУС-а за ситну пластику, Београд
- 1983. Прва награда за Споменик палим родољубима на Теразијама, Београд
- 2002. Вукова награда Културно-просветне заједнице Србије за изузетан допринос развоју културе у Републици Србији и на свесрпском културном простору, Београд
- 2004. Награда за скулптуру на Јесењој изложби УЛУС-а, Београд
- 2008. Плакета Светог Ђорђа града Крагујевца за изузетан допринос афирмацији и промоције тог града у земљи и свету, Крагујевац